# Le Trône de fer (jeu de cartes évolutif)
Pour les articles homonymes, voir Trône (homonymie) et Le Trône de fer (homonymie).
Le Trône de Fer est un jeu de cartes évolutif (précédemment un jeu de cartes à collectionner) adapté de la série romanesque Le Trône de fer de George R. R. Martin. La version française est éditée par Edge Entertainment. La version originale (en anglais) est éditée par Fantasy Flight Games depuis 2002.
Il se joue généralement à deux joueurs (même si des versions multijoueurs existent aussi), chaque adversaire ayant le choix entre six des maisons majeures de l'univers du Trône de fer : les Baratheon, les Greyjoy, les Lannister, les Martell, les Stark et les Targaryen. Le but du jeu est d'accumuler suffisamment de points de pouvoir pour remporter la partie. Le jeu se décompose en plusieurs phases : phases de complots, de pioche, de recrutement, de défis, d'hégémonie, de redressement et d'impôts. Différents types de cartes sont utilisés (des personnages, des lieux, des agendas, des événements, des complots et des attachements).  
Le jeu a remporté en 2003 l'Origins Award du meilleur jeu de cartes à collectionner et des championnats du monde sont organisés depuis 2003 à l'occasion de la Gen Con. De même, il existe, dans certains pays, des championnats nationaux tels qu'en France où celui de 2012 se déroula à Tours. Depuis 2008, les cartes ne sont plus à collectionner mais sont désormais fixes dans chaque paquet (il s'agit donc désormais d'un jeu de cartes évolutif).
Dans son nouveau format, le jeu comprend une boîte de base de 200 cartes avec le livret de règles, ainsi que six extensions de 55 cartes consacrées chacune à une des factions : Rois de la Mer, pour les Greyjoy, Princes du Soleil pour les Martell, Seigneurs de l'Hiver pour les Stark, Rois de l'Orage, pour les Baratheon, Reine des Dragons pour les Targaryen, et Lions du Roc pour les Lannister. Plusieurs sous-collections ayant des thèmes spécifiques et introduisant de nouvelles cartes sortent régulièrement.

## Organisation et Tournois

### La Garde de Nuit
Fantasy Flight Games a créé un groupe officiel de volontaire chargé de promouvoir le jeu et d'organiser des tournois. Ils sont nommés La Garde de Nuit en hommage à ceux qui tiennent Le Mur au nord de Westeros dans la fiction Le Trône de fer dont le jeu est tiré. Ces volontaires organisent des tournois, effectuent des démonstrations pour les nouveaux joueurs ou les débutants, et distribuent les produits promotionnels de FFG.

### Lots
- Les Dragons d'or sont une sorte de points de fidélité attribués lors des achats de cartes ou des tournois. L'emballage des boosters (paquets de 11 cartes aléatoires), starters (240 cartes à moitié fixées et aléatoires), et starters premium affichaient une petite image d'une pièce d'or avec un nombre représentant le nombre de Dragons d'Or gagnés (respectivement un, deux et cinq). Les joueurs pouvaient également obtenir des certificats de 80, 40 et 20 Dragons d'Or pour respectivement les premiers, deuxièmes et troisièmes d'un tournoi officiel. Ces Dragons d'Or permettaient d'acheter auprès de FFG d'anciennes cartes promotionnelles, des boosters et autres produits liés au jeu de carte (pochettes protectrices, cartes de maison en résine, jetons de pouvoir spécifiques à une maison,...). Ce programme de rachat des Dragons d'Or a officiellement pris fin le 30 juin 2008.
- Les Cartes promotionnelles sont souvent fournis aux membres de la Garde de Nuit pour qu'ils les distribuent durant les tournois officiels. La plupart de ces cartes peuvent être inclus dans les decks de tournoi, sauf celles qui portent une icône de tête de mort.

### Tournois
Il existe plusieurs formats de tournoi officiel proposés par FFG.
- Le format Classique : les joueurs apportent leurs propres decks, qui peuvent inclure des cartes de tous les chapitres et extensions, tant qu'elles n'apparaissent pas dans la liste des cartes interdites.
- Le format standard : les joueurs apportent leurs propres decks, qui peuvent inclure uniquement des cartes des extensions les plus récentes. En Août 2006, seules les cartes publiées depuis le set Valyrian sont légaux en format standard.
- Le format limité : les joueurs construisent leurs decks pendant le tournoi en draftant avec des starters et des boosters fournis par les organisateurs.

Mis à part les restrictions officielles, FFG ne fixe aucune limite quant à la manière d'organiser les tournois par les membres de la Garde de Nuit.

Parmi ces formats, il existe deux types de compétition :
- La Joute : il s'agit de parties qui se déroulent en un contre un.
- La Mêlée : il s'agit de parties qui se déroulent en multijoueurs (de 3 à 5 joueurs). Couramment, les Mêlées à 4 joueurs sont préférées.

### Championnats du monde
Les championnats du monde du Trône de fer ont lieu chaque année à la Gen Con Indy. Parmi les lots remportés par les vainqueurs, ils ont la possibilité de concevoir leur propre carte.
| Année | Champion du monde                      | Carte conçue                    | Extension/Chapitre dans lequel est incluse la carte |
| ----- | -------------------------------------- | ------------------------------- | --------------------------------------------------- |
| 2003  | Casey Galvan                           | Bandit Lord                     | A Crown of Suns (CCG)                               |
| 2004  | Greg Atkinson                          | Flea Bottom                     | A Reign of Kings (CCG)                              |
| 2005  | John Bruno                             | The First Snow of Winter        | A Song of Night (CCG)                               |
| 2006  | Matthew Ley                            | Ghost of High Heart             | A House of Talons (CCG)                             |
| 2007  | Sam Tham                               | La tanière du Loup              | Changement de Saison                                |
| 2008  | Tzu-Mainn Chen (Mêlée)                 | A mon réveil...                 | Princes du Soleil                                   |
| 2008  | Lucas Reed (Joute)                     | Une pincée de poudre            | Princes du Soleil                                   |
| 2008  | Tzu-Mainn Chen (Global)                | Ancien champion                 | Princes du Soleil                                   |
| 2009  | Jonathan Benton (Mêlée)                | Qhorin Mimain                   | Seigneurs de l'Hiver                                |
| 2009  | Greg Atkinson (Joute)                  | Chevaliers de la Colline Creuse | Les Montagnes de la Lune                            |
| 2009  | Erick Butzlaff (Global)                | Le Silure                       | Seigneurs de l'Hiver                                |
| 2010  | Brett Zeiler (Mêlée)                   | Concurrent arrogant             | Lions du Roc                                        |
| 2010  | Alec Irwin (Joute)                     | Orage Moqueur                   | Les Portes de la Citadelle                          |
| 2010  | Erick Butzlaff (Global)                | Pas encore disponible           |                                                     |
| 2010  | Andrea Guladoni (Joute européenne)     | Meera Reed                      | Le Tournoi de la Main                               |
| 2011  | Corey Faherty (Mêlée)                  | Pas encore disponible           |                                                     |
| 2011  | Brett Zeiler (Joute)                   | Coldhands (en)                  | La Confrérie Oubliée                                |
| 2011  | Corey Faherty (Global)                 | La Maison des Rêves             | Un Jet de Dés                                       |
| 2011  | Martí Foz Hernandez (Joute européenne) | The Reader (en)                 | La Grande Flotte                                    |
| 2011  | Grégoire Lefebvre (Mêlée européenne)   | Margaery Tyrell                 | Le Vent Tourne                                      |
| 2012  | Mathieu Hosatte (Mêlée)                | Pas encore disponible           |                                                     |
| 2012  | John Bruno (Joute)                     | Pas encore disponible           |                                                     |
| 2012  | Derek Shoemaker (Global)               | Pas encore disponible           |                                                     |
| 2012  | Stefano Montanari (Joute européenne)   | Pas encore disponible           |                                                     |
| 2012  | Istvan Cserdi (Mêlée européenne)       | Pas encore disponible           |                                                     |
| 2013  | Ryan Jones (Mêlée)                     | Pas encore disponible           |                                                     |
| 2013  | Alvaro Rodriguez (Joute)               | Pas encore disponible           |                                                     |
| 2013  | Ryan Jones (Global)                    | Pas encore disponible           |                                                     |
| 2013  | Miguel Tarin (Joute européenne)        | Pas encore disponible           |                                                     |
| 2013  | Vincent Teulé (Mêlée européenne)       | Pas encore disponible           |                                                     |

Le champion du monde 2003, Casey Galvan, a ensuite été embauché par FFG pour travailler en tant que concepteur en chef, un poste qu'il a occupé jusqu'à l'automne de 2005. Il a maintenant un rôle de conseil auprès de FFG. Le second de ce tournoi, Nate French, est devenu à son tour concepteur en chef au printemps 2006 et continue à ce jour.
Les quatre premières cartes ainsi créées par les champions du monde et qui ont été imprimées alors que le jeu était encore dans un format JCC ont été réimprimées (parfois avec des changements) dans le JCE.

## Sets et extensions
Dans son format actuel, le Trône de Fer est distribué sous trois formes : la boite de base (contenant 200 cartes), les boites d'extensions (une pour chaque maison jouable) ainsi que les chapitres (petites boites de 40 ou 60 cartes). Les chapitres sont regroupés par 6 pour former des Cycles.
Contrairement au format du jeu de cartes à collectionner, la distribution des cartes à l'intérieur des boites est fixe et donc non aléatoire.
La plupart des boites fournissent les cartes en trois exemplaires, sauf pour la boite de base et quelques chapitres. Il est à noter que l'éditeur Edge Entertainment s'emploie actuellement à rééditer les boites les plus anciennes où certaines cartes n'apparaissaient pas en trois exemplaires.
| Boite                               | Symbole | Maison soutenue | Informations |
| ----------------------------------- | ------- | --------------- | --- |
| Le Trône de Fer (boite de base)     |         |                 | Contient 200 cartes parmi les maisons Baratheon, Lannister, Stark et Targaryen. |
| Rois de la Mer (version épuisée)    |         | Greyjoy         | Contient 60 cartes et le symbole de la maison Greyjoy en résine. Comprend aussi une variante multi-joueurs nommées : "Les États Généraux".                                             |
| Princes du Soleil (version épuisée) |         | Martell         | Contient 120 cartes (chaque carte en 2 exemplaires) . Comprend aussi une variante de joute nommée : "Guerre civile".                                                                   |
| Seigneurs de l'Hiver                |         | Stark           | Contient 165 cartes (trois exemplaires des 55 cartes différentes). Comprend aussi deux propositions de decks à thème : « Loups du Nord » et « Tully de Vivesaigues ».                  |
| Rois de l'Orage                     |         | Baratheon       | Contient 165 cartes (trois exemplaires des 55 cartes différentes). Comprend aussi deux propositions de decks à thème : « Ruée sur le pouvoir » et « Chevaliers du royaume ».           |
| Rois de la Mer (version révisée)    |         | Greyjoy         | Contient 180 cartes (trois exemplaires des 60 cartes différentes). Comprend aussi une variante multi-joueurs nommées : "Les États Généraux".                                           |
| Princes du Soleil (version révisée) |         | Martell         | Contient 180 cartes (trois exemplaires des 60 cartes différentes). Comprend aussi une variante de joute nommée : "Guerre civile".                                                      |
| La Reine des Dragons                |         | Targaryen       | Contient 165 cartes (trois exemplaires des 55 cartes différentes). Comprend aussi deux propositions de decks à thème : « Le feu et le sang » et « L’hôte de la vraie reine »           |
| Lions du Roc                        |         | Lannister       | Contient 165 cartes (trois exemplaires des 55 cartes différentes). Comprend aussi deux propositions de decks à thème : « Le pouvoir derrière le trône » et « Un couteau dans le dos ». |

| Cycles                                | Symbole du cyle                | Chapitres                                     | Informations                                |
| ------------------------------------- | ------------------------------ | --------------------------------------------- | ------------------------------------------- |
| Cycle 1 : Le Fracas des Armes         |                                | La Guerre des Cinq Rois                       |                                             |
| Cycle 1 : Le Fracas des Armes         | Anciens Ennemis                |                                               |                                             |
| Cycle 1 : Le Fracas des Armes         | Liens Sacrés                   |                                               |                                             |
| Cycle 1 : Le Fracas des Armes         | Batailles Épiques              | Introduit la phase épique                     |                                             |
| Cycle 1 : Le Fracas des Armes         | La Bataille du Gué au Rubis    |                                               |                                             |
| Cycle 1 : Le Fracas des Armes         | Ralliement des Bannières       | Dernier chapitre avec le bord des cartes noir |                                             |
| Cycle 2 : Le Temps des Corbeaux       |                                | Chant d'Été                                   | Introduit la mécanique des saisons          |
| Cycle 2 : Le Temps des Corbeaux       | Les Vents de l'Hiver           |                                               |                                             |
| Cycle 2 : Le Temps des Corbeaux       | Changement de Saison           |                                               |                                             |
| Cycle 2 : Le Temps des Corbeaux       | Cri du Corbeau                 |                                               |                                             |
| Cycle 2 : Le Temps des Corbeaux       | Réfugiés de Guerre             |                                               |                                             |
| Cycle 2 : Le Temps des Corbeaux       | Armées dispersées              |                                               |                                             |
| Cycle 3 : Port-Réal                   |                                | La Cité des Secrets                           | Introduit la mécanique de l'Ombre           |
| Cycle 3 : Port-Réal                   | Le Temps des Épreuves          |                                               |                                             |
| Cycle 3 : Port-Réal                   | La Tour de la Main             |                                               |                                             |
| Cycle 3 : Port-Réal                   | Contes du Donjon Rouge         |                                               |                                             |
| Cycle 3 : Port-Réal                   | Secrets d'Espion               |                                               |                                             |
| Cycle 3 : Port-Réal                   | La Bataille de la Néra         |                                               |                                             |
| Cycle 4 : Défenseurs du Nord          |                                | Loups du Nord                                 |                                             |
| Cycle 4 : Défenseurs du Nord          | Au-delà du Mur                 |                                               |                                             |
| Cycle 4 : Défenseurs du Nord          | Une Epée dans les Ténèbres     |                                               |                                             |
| Cycle 4 : Défenseurs du Nord          | La Horde de Sauvageons         |                                               |                                             |
| Cycle 4 : Défenseurs du Nord          | Un Roi dans le Nord            |                                               |                                             |
| Cycle 4 : Défenseurs du Nord          | Le Retour des Autres           | Dernier chapitre ne contenant que 40 cartes   |                                             |
| Cycle 5 : Fraternité sans Bannière    |                                | Le cadeau d'Ilyrio                            | Début des chapitres contenant 60 cartes     |
| Cycle 5 : Fraternité sans Bannière    | Rituels de R'llhor             |                                               |                                             |
| Cycle 5 : Fraternité sans Bannière    | Les Montagnes de la Lune       |                                               |                                             |
| Cycle 5 : Fraternité sans Bannière    | Le Chant du Silence            |                                               |                                             |
| Cycle 5 : Fraternité sans Bannière    | De Serpents et de Sable        |                                               |                                             |
| Cycle 5 : Fraternité sans Bannière    | La trahison de Fort Terreur    |                                               |                                             |
| Cycle 6 : Les Secrets de Villevieille |                                | Les Portes de la Citadelle                    |                                             |
| Cycle 6 : Les Secrets de Villevieille | Forger la Chaîne               |                                               |                                             |
| Cycle 6 : Les Secrets de Villevieille | Appelé par le Conclave         |                                               |                                             |
| Cycle 6 : Les Secrets de Villevieille | L'Île des Corbeaux             |                                               |                                             |
| Cycle 6 : Les Secrets de Villevieille | Masque de l'archimestre        |                                               |                                             |
| Cycle 6 : Les Secrets de Villevieille | Ici Pour Servir                |                                               |                                             |
| Cycle 7 : La Geste des Champions      |                                | Le Tournoi de la Main                         | Introduit les mots-clefs "Joute" et "Mêlée" |
| Cycle 7 : La Geste des Champions      | La Grande Mêlée                |                                               |                                             |
| Cycle 7 : La Geste des Champions      | Sur des Terrains Dangereux     |                                               |                                             |
| Cycle 7 : La Geste des Champions      | Où mène la loyauté             |                                               |                                             |
| Cycle 7 : La Geste des Champions      | Jugement par le combat         |                                               |                                             |
| Cycle 7 : La Geste des Champions      | Une Pique Empoisonnée          |                                               |                                             |
| Cycle 8 : Au delà du Détroit          |                                | Valar Morghulis                               |                                             |
| Cycle 8 : Au delà du Détroit          | Valar Dohaeris                 |                                               |                                             |
| Cycle 8 : Au delà du Détroit          | Traquer les Dragons            |                                               |                                             |
| Cycle 8 : Au delà du Détroit          | Une Maîtresse Exigeante        |                                               |                                             |
| Cycle 8 : Au delà du Détroit          | La Demeure du Noir et du Blanc |                                               |                                             |
| Cycle 8 : Au delà du Détroit          | Un Jet de Dés                  |                                               |                                             |
| Cycle 9 : Le Chant de la Mer          |                                | L’Étreinte de la Seiche                       | Introduit le renforcement "Naval"           |
| Cycle 9 : Le Chant de la Mer          | La Grande Flotte               |                                               |                                             |
| Cycle 9 : Le Chant de la Mer          | Les Pirates de Lys             |                                               |                                             |
| Cycle 9 : Le Chant de la Mer          | Le Vent Tourne                 |                                               |                                             |
| Cycle 9 : Le Chant de la Mer          | Les Ordres du Capitaine        |                                               |                                             |
| Cycle 9 : Le Chant de la Mer          | La Fin du Voyage               |                                               |                                             |
| Cycle 10 : La Route Royale            |                                | Les Bannières se Rassemblent                  |                                             |
| Cycle 10 : La Route Royale            | Feu et Glace                   |                                               |                                             |
| Cycle 10 : La Route Royale            | La Garde Royale                |                                               |                                             |
| Cycle 10 : La Route Royale            | Le Cor de l’Éveil              |                                               |                                             |
| Cycle 10 : La Route Royale            | La Confrérie Oubliée           |                                               |                                             |
| Cycle 10 : La Route Royale            | Un Dessein Caché               |                                               |                                             |
| Cycle 11 : Conquête et Défi           |                                | Butin de Guerre                               | Introduit le mots-clef "Prisé"              |
| Cycle 11 : Conquête et Défi           | La Bourse du Champion          |                                               |                                             |
| Cycle 11 : Conquête et Défi           | Le Feu Incarné                 |                                               |                                             |
| Cycle 11 : Conquête et Défi           | Demeure Ancestrale             |                                               |                                             |
| Cycle 11 : Conquête et Défi           | Le Prix du Nord                |                                               |                                             |
| Cycle 11 : Conquête et Défi           | Un Sinistre Message            |                                               |                                             |
| Cycle 12 : Gouverneurs                |                                | Secrets et complots                           |                                             |
| Cycle 12 : Gouverneurs                | Un jeu mortel                  |                                               |                                             |
| Cycle 12 : Gouverneurs                | Les hommes du Val              |                                               |                                             |
| Cycle 12 : Gouverneurs                | Le temps des Loups             |                                               |                                             |
| Cycle 12 : Gouverneurs                | La Maison des serres           |                                               |                                             |
| Cycle 12 : Gouverneurs                | L'appel du bleu                |                                               |                                             |